# Fortunatae insulae
Fortunatae Insulae o Illes Afortunades, en grec antic αἱ τῶν Μακάρων νῆσοι, també anomenades Illes dels Benaventurats o Illes de la Benedicció, van ser en les llegendes clàssiques el meravellós paradís en el que, els mortals que ho mereixien, eren rebuts pels déus. Es pensava que aquestes illes estaven situades a l'Oceà Atlàntic, més enllà de les Columnes d'Hèrcules, a la regió de la Macaronèsia. Era el nom mític des del temps dels romans dels arxipèlags de Madeira, Canàries, Illes Salvatges, Cap Verd i Açores. Totes aquestes illes des de llavors han estat batejades històricament com Illes Afortunades, canviant d'un arxipèlag a l'altre segons el moment històric.
Els romans van conèixer aquestes illes l'any 82 aC quan Quint Sertori, cap al final de la Primera guerra civil, era a prop de Gades i va trobar alguns mariners que retornaven de les illes, que van dir que n'eren dues, separades per un estret, de clima esplèndid i llunyanes de la costa de l'Àfrica (uns 1.500 o 2.000 km, el que era una exageració), on plovia poc, refrescava pels vents de l'oest, i produïen el menjar espontàniament per nodrir als seus indolents habitants; la temperatura era agradable tot l'any. I les identificaven amb aquelles illes de les que havia parlat Homer "on la vida dels mortals era més fàcil, no hi havia neu, ni hivern, ni molta pluja però Oceà sempre hi enviava les brises del Zèfir per refrescar els homes. Sertori, encantat per aquests relats, va decidir fixar la seva residència a les illes per viure-hi en pau, però els pirates cilicis que formaven part de la seva flota van preferir el saqueig en zones més conegudes i va haver de desistir, segons diu Plutarc.
Tot i així alguns romans les van visitar o van escoltar relats i apareixen en alguns escrits i fins i tot es donen els noms de cada illa en el que els autors divergeixen tant en nombre com en la seva denominació. La següent llista marca els noms dels tres autors romans que les esmenten i el seu nom actual. Statius Sebosus només mencionaa quatre illes a més de la de Madeira; i Juba i Claudi Ptolemeu parlen de sis, més la de Madeira.
- Statius Sebosus, a qui Plini el Vell cita en el seu relat sobre les Illes Afortunades, dona els noms de Junonia (Madeira), Planaria (Gran Canària), Convallis (Tenerife), Capraria (La Gomera) i Pluvialia (El Hierro)
- Juba, rei de Numídia i de Mauretània parla de Purpurariae (Madeira) Junonia Minor (Lanzarote), Junonia (Fuerteventura), Canària (Gran Canària), Nivaria (Tenerife), Capraria (La Gomera) i Ombrios (El Hierro).

- Claudi Ptolemeu menciona les de Ἥρας ἡ καὶ Αὐτολάλα ("Heras kai Autolala") (Madeira), Ἀπρόσιτος ("Aprositos") (Lanzarote), Ἥρας ("Heras") (Fuerteventura), Καναρία ("Kanaria") (Gran Canària), Πιντοναρία, ἢ Κεντουρία ("Pintonaria e Kentouria") (Tenerife), Κασπειρία ("Kaspeiria") (La Gomera) i Πλουϊτάλα ("Plouïtala") (El Hierro).

L'illa de La Palma no és esmentada per cap dels tres. L'illa de la Gran Canària diu Ptolemeu que portava aquest nom pel gran nombre de gossos (cani) que hi havia.

## Illes dels Benaventurats
En la mitologia grega, les Illes dels Benaventurats constituïen una part de l'inframon on les ànimes virtuoses gaudien d'un repòs perfecte després de la seva mort. Estaven situades als confins occidentals de Líbia a l'Oceà Atlàntic. La seva funció i les seves característiques eren similars a les dels Camps Elisis, que són, probablement, una representació tardana d'aquell suposat paradís. Píndar les va descriure amb precisió a les Odes olímpiques.
Segons la tradició antiga, registrada per Suides i Joan Tzetzes, el nom, en singular, s'aplicava inicialment, a l'antiga acròpoli de Tebes, la Cadmea. Dit més concretament, Μακάρων νῆσοι, que designa el lloc on Sèmele va ser fulminada pel raig diví de Zeus. Per tant, l'etimologia dels Camps Elisis és, igualment, un lloc santificat pel raig.